# Germà (general)
Germà (en llatí Germanus) va ser un dels generals de l'Emperador romà d'Orient Tiberi II.
L'emperador li va manifestar la seva confiança i estima donant-li com a muller a la seva filla Carito (Kharito) l'any 582 i el títol de Cèsar. Una altra filla de Tiberi II, Constantina, es va casar amb Maurici, que després va ser emperador.